# Rune Bratseth
Rune Bratseth (* 19. března 1961, Trondheim, Norsko) je bývalý norský fotbalový obránce a později fotbalový trenér. Nastupoval i v norské fotbalové reprezentaci. Hrál na postu libera (specializovaný obránce). Roku 2003 ho Norský fotbalový svaz vybral jako nejlepšího norského fotbalistu uplynulých 50 let a nominoval ho tak do elitní dvaapadesátky hráčů (Golden Players) složené u příležitosti 50. výročí federace UEFA.
Jeho mladším bratrem je bývalý fotbalista Stale Bratseth.

## Klubová kariéra
V Norsku hrál za kluby Nidelv IL a Rosenborg BK. Úspěšné období zažil v letech 1987–1994 v německém klubu Werder Brémy, s nímž vyhrál několik domácích trofejí a také Pohár vítězů pohárů 1991/92.

## Reprezentační kariéra
V A-týmu Norska debutoval 26. 2. 1986 v utkání v Saint-Georges proti týmu Grenady (výhra 2:1). Celkem odehrál v letech 1986–1994 za norský národní tým 60 zápasů a vstřelil 4 góly.
Zúčastnil se Mistrovství světa 1994 v USA.